# Winside
Winside é uma vila localizada no estado americano de Nebraska, no Condado de Wayne.

## Demografia
Segundo o censo americano de 2000, a sua população era de 468 habitantes.
Em 2006, foi estimada uma população de 430, um decréscimo de 38 (-8.1%).

## Geografia
De acordo com o United States Census Bureau, a localidade tem uma área de 0,7 km², sem área coberta por água. Winside localiza-se a aproximadamente 481 m acima do nível do mar.

## Localidades na vizinhança
O diagrama seguinte representa as localidades num raio de 24 km ao redor de Winside.